# Guangxi Auto

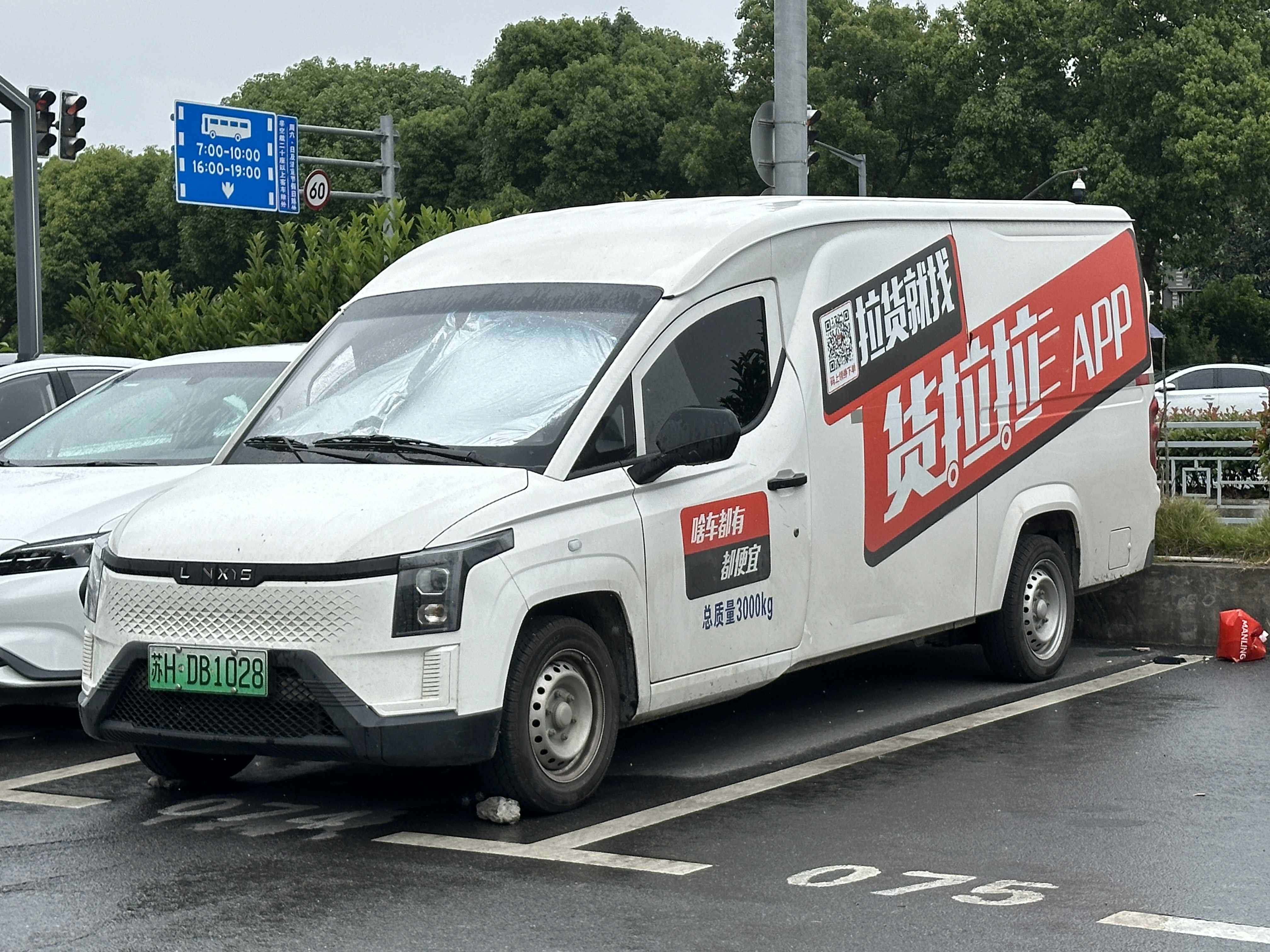
Linxys Gold Van

Guangxi Auto (chiń. upr. 广西汽车) – chiński państwowy koncern motoryzacyjny, z siedzibą w Liuzhou, działający od 2015 roku. Należy do władz chińskiej prowincji Kuangsi.

## Struktura koncernu

### Marki
- Wuling Motors – chiński producent samochodów użytkowych i specjalistycznych, działający od 2007 roku,
- Linxys – chiński producent samochodów użytkowych, działający od 2023 roku.

### Spółki joint-venture
- SGMW – chińsko-amerykańskie joint-venture oferujące pojazdy Baojun i Wuling, działające od 2002 roku.

### Inne
- Wuling Automobile Industry
- Wuling New Energy

## Historia
W 2015 roku doszło do przekształcenia chińskiego przedsiębiorstwa Wuling Group, które dotychczas pełniło głównie funkcję strony we wspólnym przedsięwzięciu SGMW prowadzonym razem z SAIC Motor i amerykańskie General Motors. Odtąd nowy podmiot zyskał nową nazwę Guangxi Auto oraz większą autonomię, należąc w większości do władz chińskiej prowincji Kuangsi i dalej skupiając się na wytwarzaniu pojazdów specjalnych pod marką Wuling Motors. Ponadto, w 2020 roku rozpoczęto rozbudowę gamy także o elektryczne samochody dostawcze oparte na konstrukcjach wytwarzanych już przez bratnie SGMW, prezentując niewielkiego vana Wuling EV50.
W 2023 roku Guangxi Auto przeszło do rozbudowy portfolio swoich marek samochodów, prezentując drugą - Linxys. Skoncentrowała się ona na wytwarzaniu niewielkiej rodziny samochodów dostawczych Golden Van/Golden Truck ze zelektryfikowanym napędem. Nowa filia powstała z myślą o zwiększeniu udziału rynkowego i przekroczeniu pułapu produkcji 1 miliona pojazdów do 2030 roku.